# 波兰—葡萄牙关系
波兰－葡萄牙关系指的是波兰共和国和葡萄牙共和国之间的双边关系。目前两国均为欧洲委员会、北约以及联合国的成员国。

## 历史

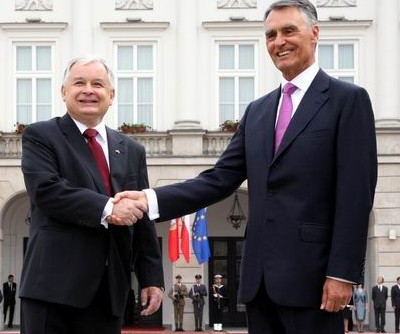
2008年，葡萄牙总统阿尼巴尔·卡瓦科·席尔瓦访问华沙并会见波兰总统莱赫·卡钦斯基

1919年6月21日，葡萄牙政府承认波兰独立。1922年5月，两国正式建立外交关系。1923年7月，葡萄牙在华沙开设了常驻大使馆。
1945年二战结束后，葡萄牙政府并未承认新独立的波兰人民共和国政府，而是继续承认位于伦敦的波兰流亡政府。作为回应，波兰人民共和国政府经常批判萨拉查的政权，并否认与里斯本当局建立外交关系的可能性。不过自康乃馨革命后，葡萄牙政治发生了转变，这也为两国建交提供了可能。
1974年7月11日，两国重新建立外交关系。 1974年12月，波兰在里斯本设立常驻大使馆。 1975年1月，葡萄牙在华沙开设了常驻大使馆。